# Hubert Münch
Hubert Münch (* 9. April 1941 in Stuttgart) ist ein ehemaliger deutscher Fußballspieler und -trainer. 
Er wechselte 1962 als Juniorenspieler vom FV Zuffenhausen zum Schweizer Topclub FC Zürich, wo er zur Saison 1964/65 ins Fanionteam aufgenommen wurde. Bis zu seinem Abschied 1974 gewann er mit den Zürchern dreimal die Meisterschaft und viermal den Pokal. Am Ende kam Hubert Münch auf fast 300 Pflichtspiele, darunter 35 Einsätze im Europapokal. ünch zählt damit zu den erfolgreichsten deutschen Fußballspielern im eidgenössischen Fußball.
1974 schloss er sich dem FC Winterthur an, mit dem er 1977 aus der Nationalliga A abstieg.
Danach begann er eine Trainerkarriere, wo er auch mehrere Zweitligisten trainierte. Von 1979 bis zum Abstieg 1982 leitete er den FC Frauenfeld. 1985 stieg er mit dem FC Zug in die Nationalliga B auf, stieg aber umgehend wieder ab. 1989 bis 1991 war er beim FC Schaffhausen und 1991 stieg er mit dem  FC Brüttisellen in die Nationalliga B auf, mit dem er zwei Saisonen die Klasse halten konnte.

## Erfolge
- Schweizer Meister: 1966, 1968, 1974
- Schweizer Cupsieger: 1966, 1970, 1972, 1973